# Caldas SC
El Caldas SC es un equipo de fútbol de Portugal que juega en la Terceira Liga, la tercera liga de fútbol más importante del país.

## Historia
Fue fundado el 15 de mayo del año 1916 en la ciudad de Caldas da Rainha, y llegó a jugar en la Primeira Liga en cuatro temporadas entre 1956 y 1959 y en la Liga de Honra en 43 temporadas.

## Jugadores

### Jugadores destacados
| - Vítor Covilhã - Wilson - Hubert Busby Jr. (2000) - Victor Konwlo (1999-2001) | - Ricardo Campos - João Morais - Tininho (1999-2000) - Eric Tinkler (2002-2005) |